# ذلب
الذَلَب أو لسان الجن أو نبات الثعبان أو جلد النمر أو حَرَق أو دَنَق (الاسم العلمي: Sansevieria) (بالإنجليزية: devil's tongue, jinn's tongue)‏ هو جنس من النباتات يتبع الفصيلة الهليونية من رتبة الهليونيات. ويضم العديد من الأنواع تصل إلى حوالي 70 نوعا.

## أنواع الذلب

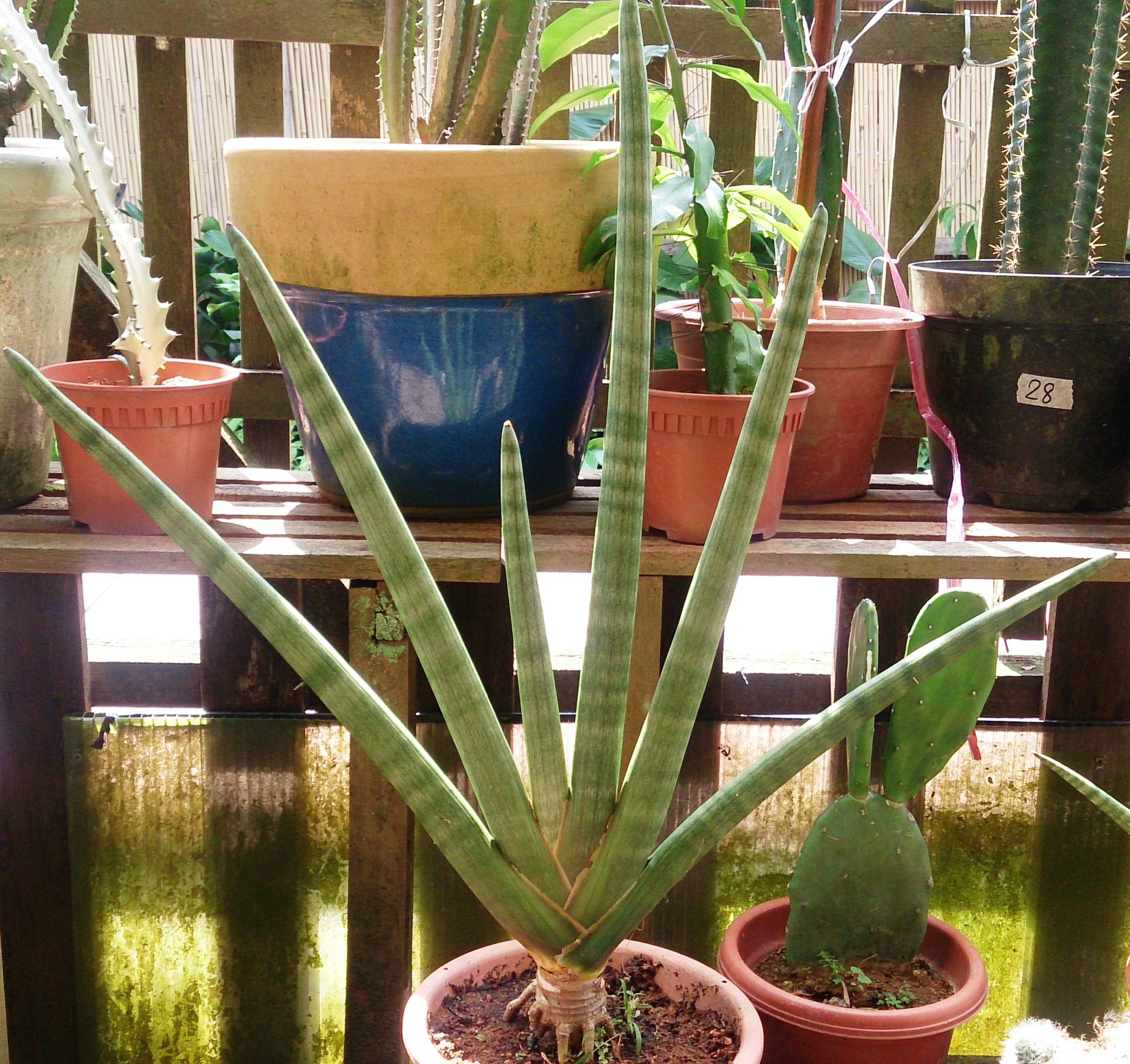
ذلب إهرنبرغي
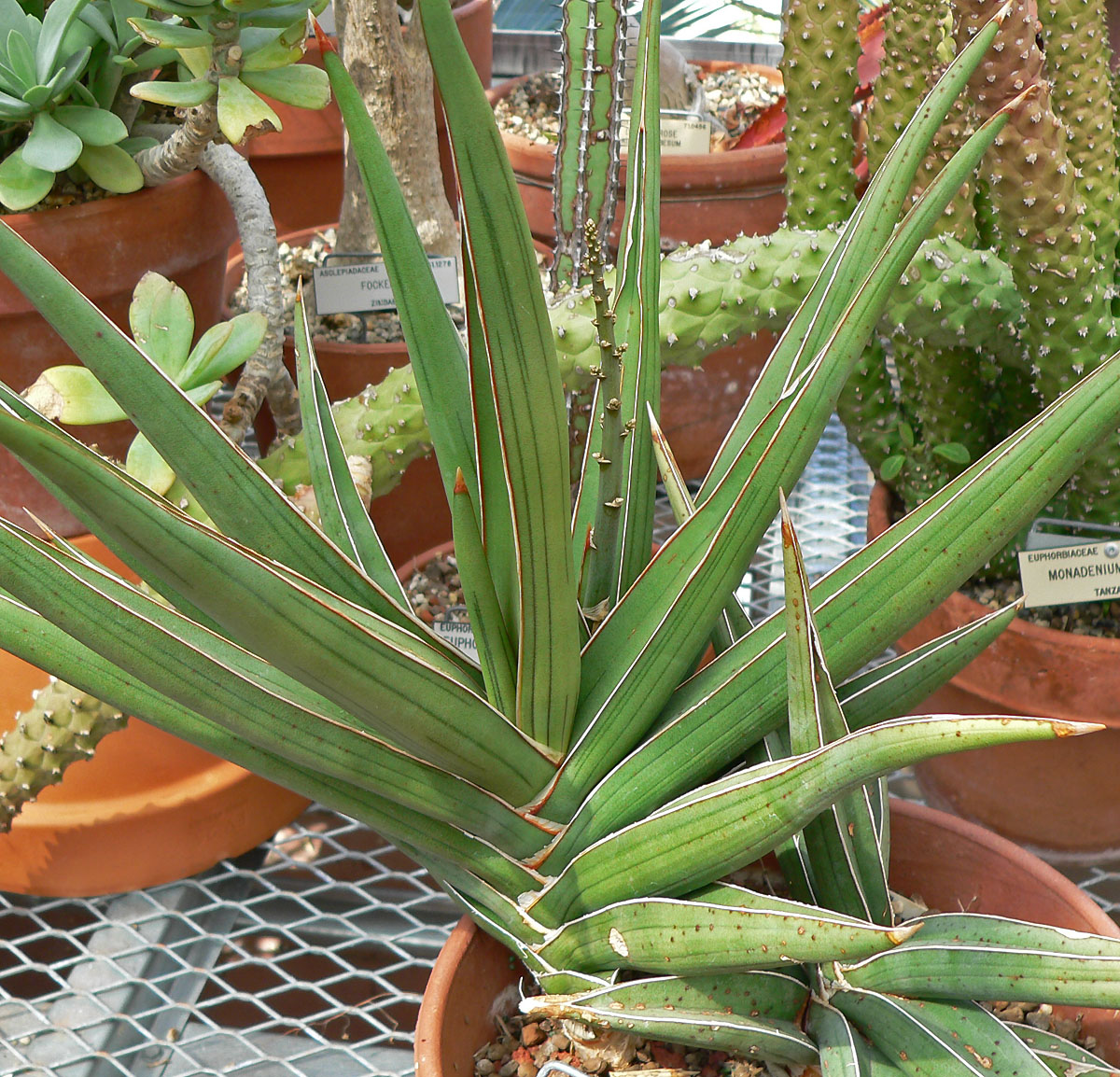
ذلب أثيوبي
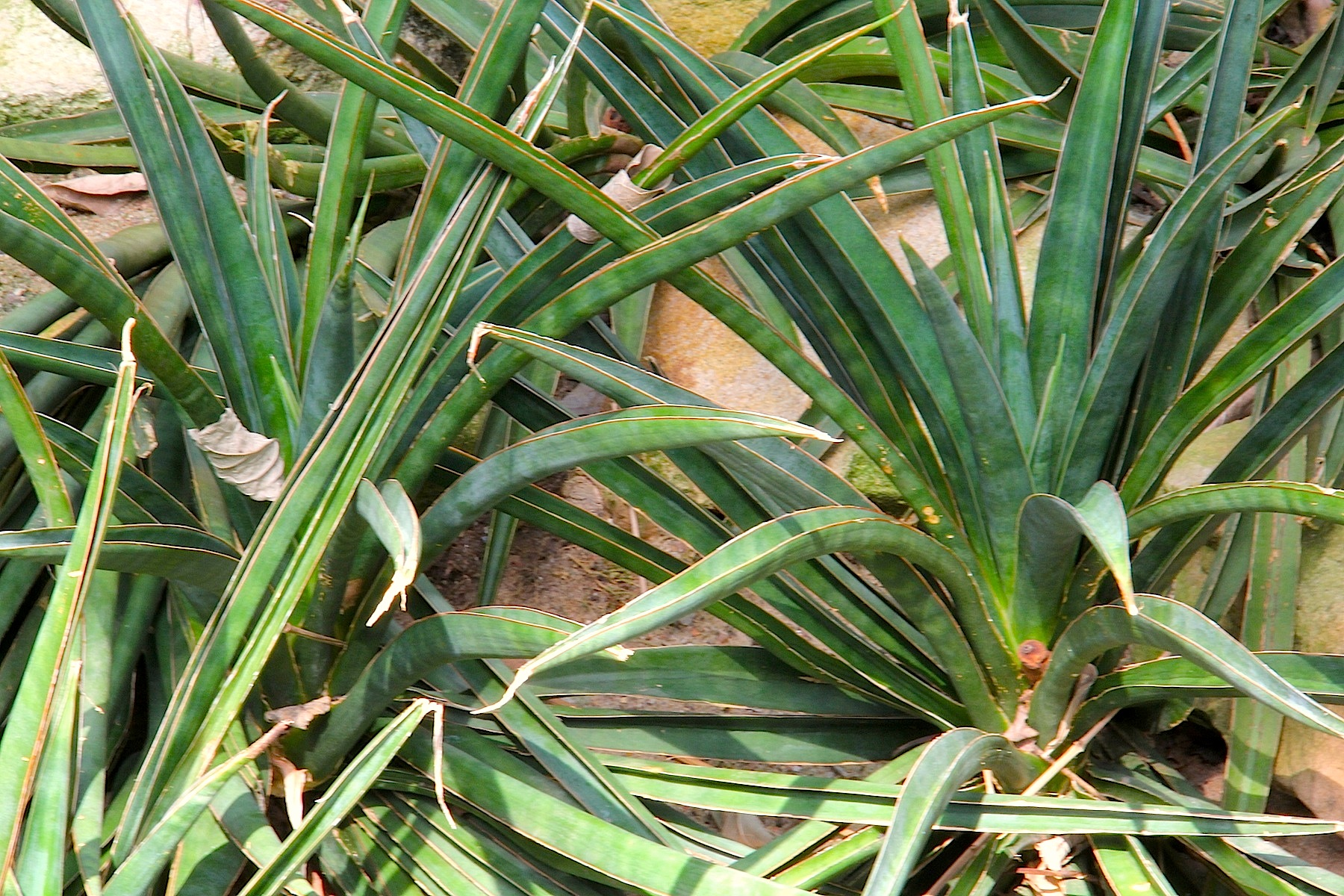
ذلب أسطواني
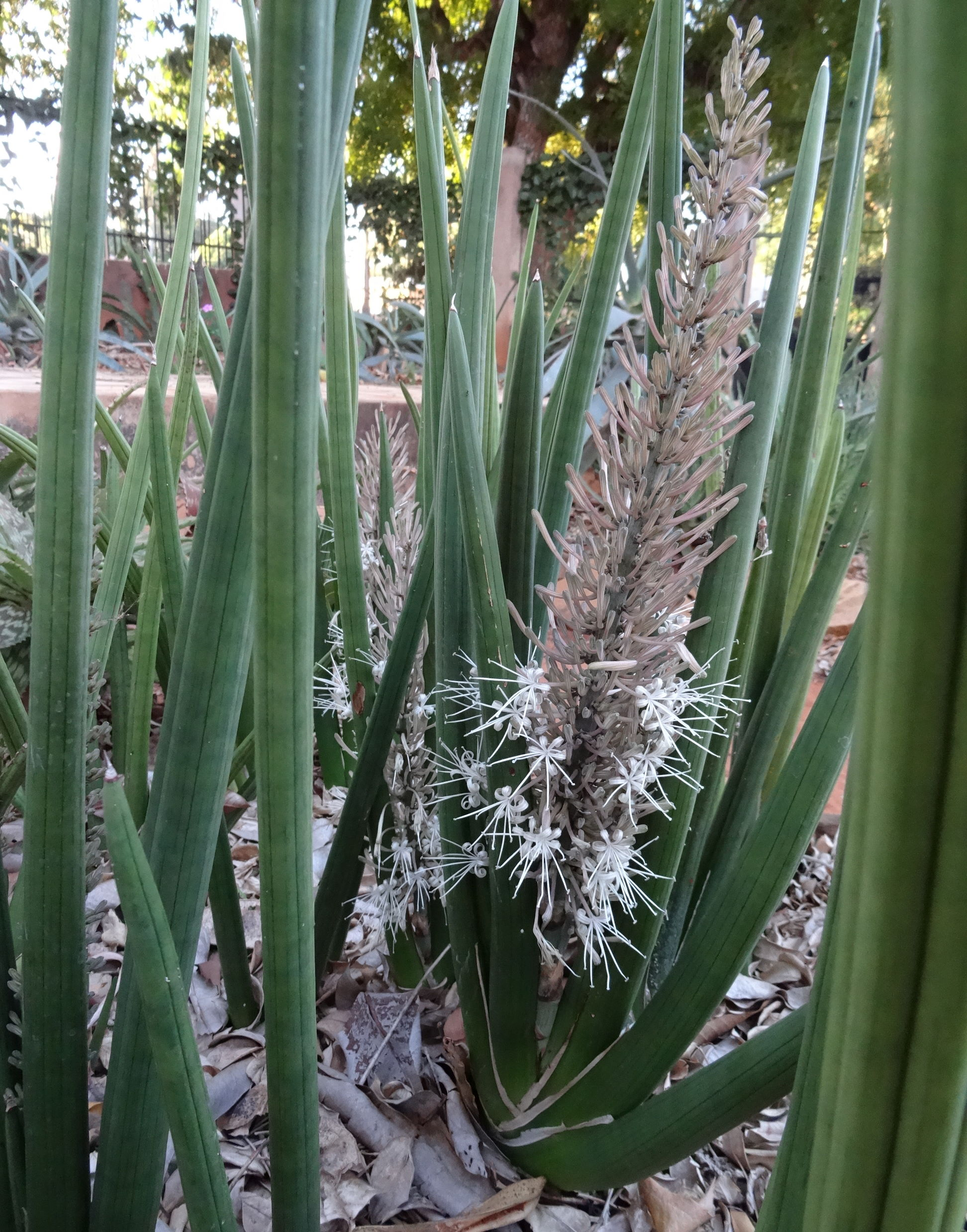
ذلب بارز
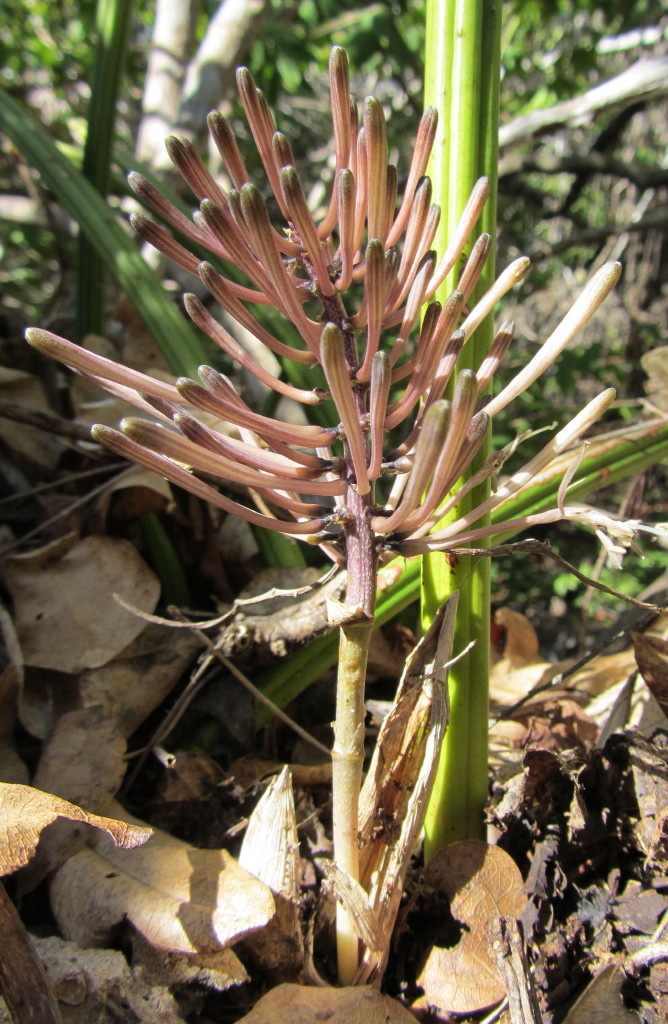
ذلب بهي
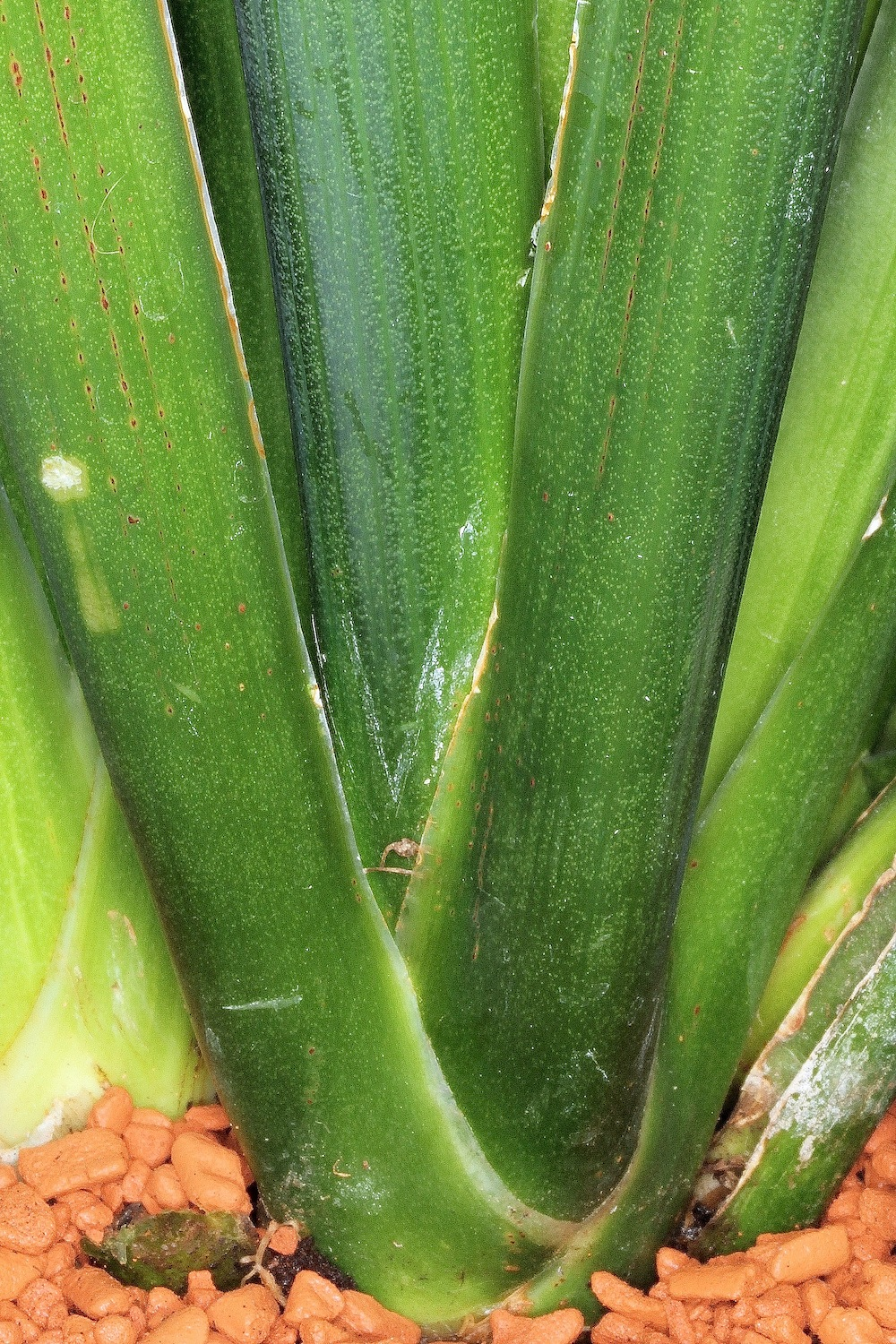
ذلب بوردتي
- ذلب بورمي
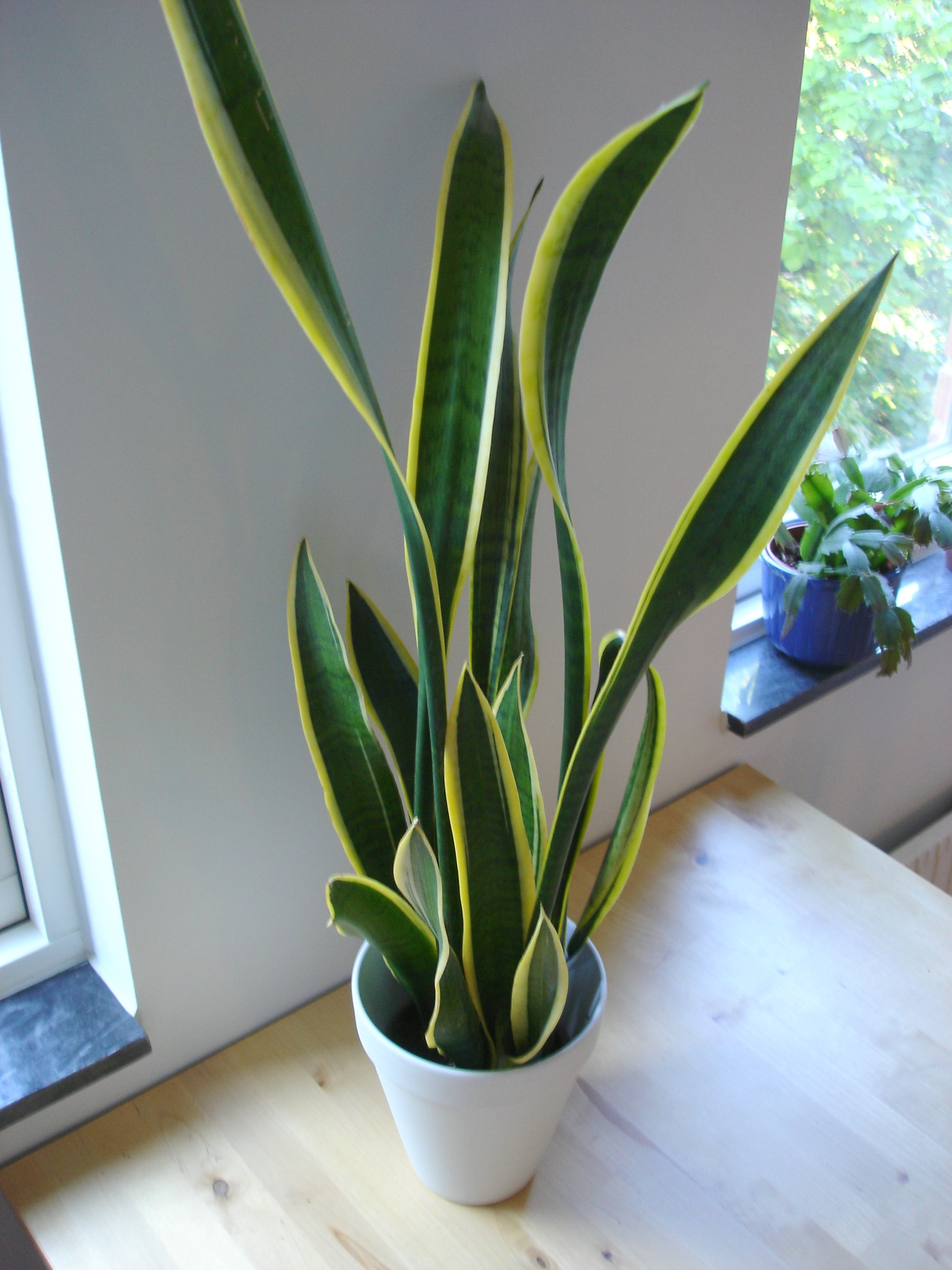
ذلب ثلاثي الأحزمة
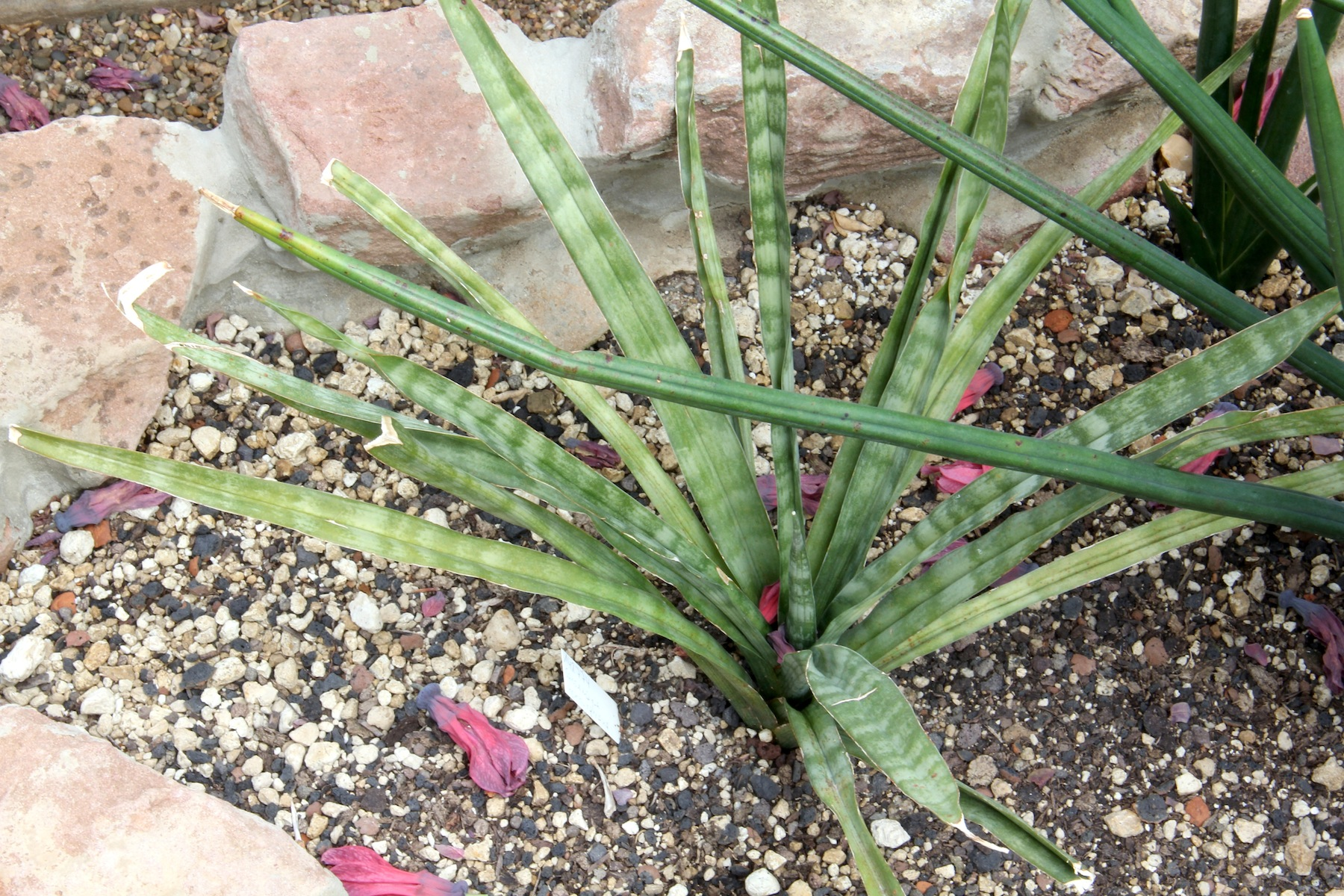
ذلب حزمي
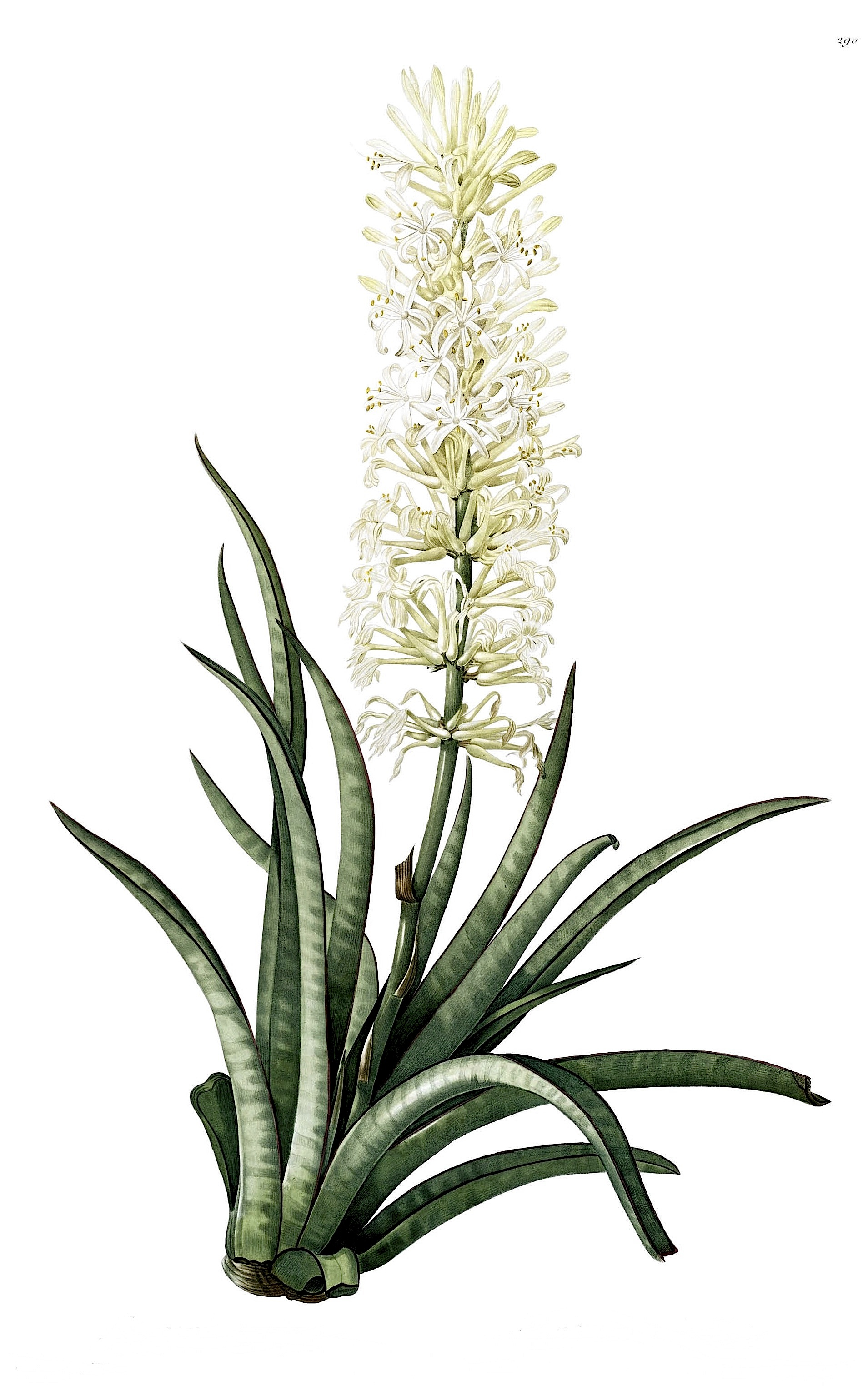
ذلب رقيق
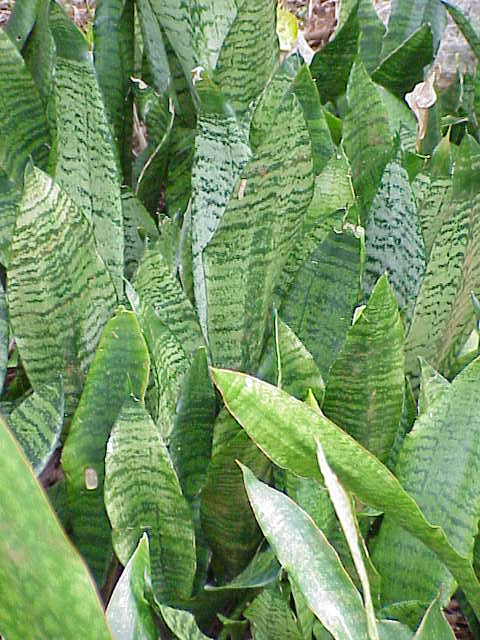
ذلب روكسبوري
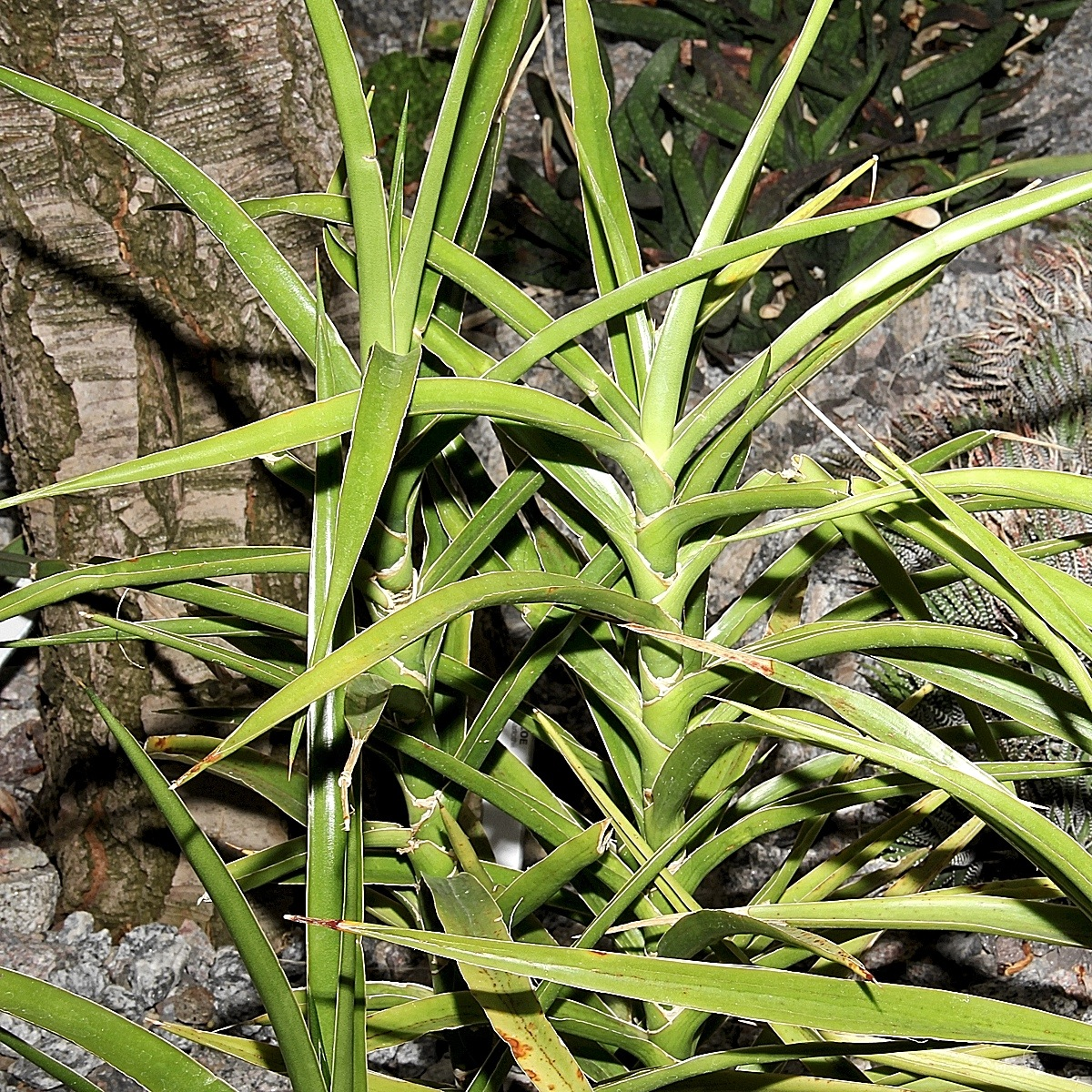
ذلب سمبراني
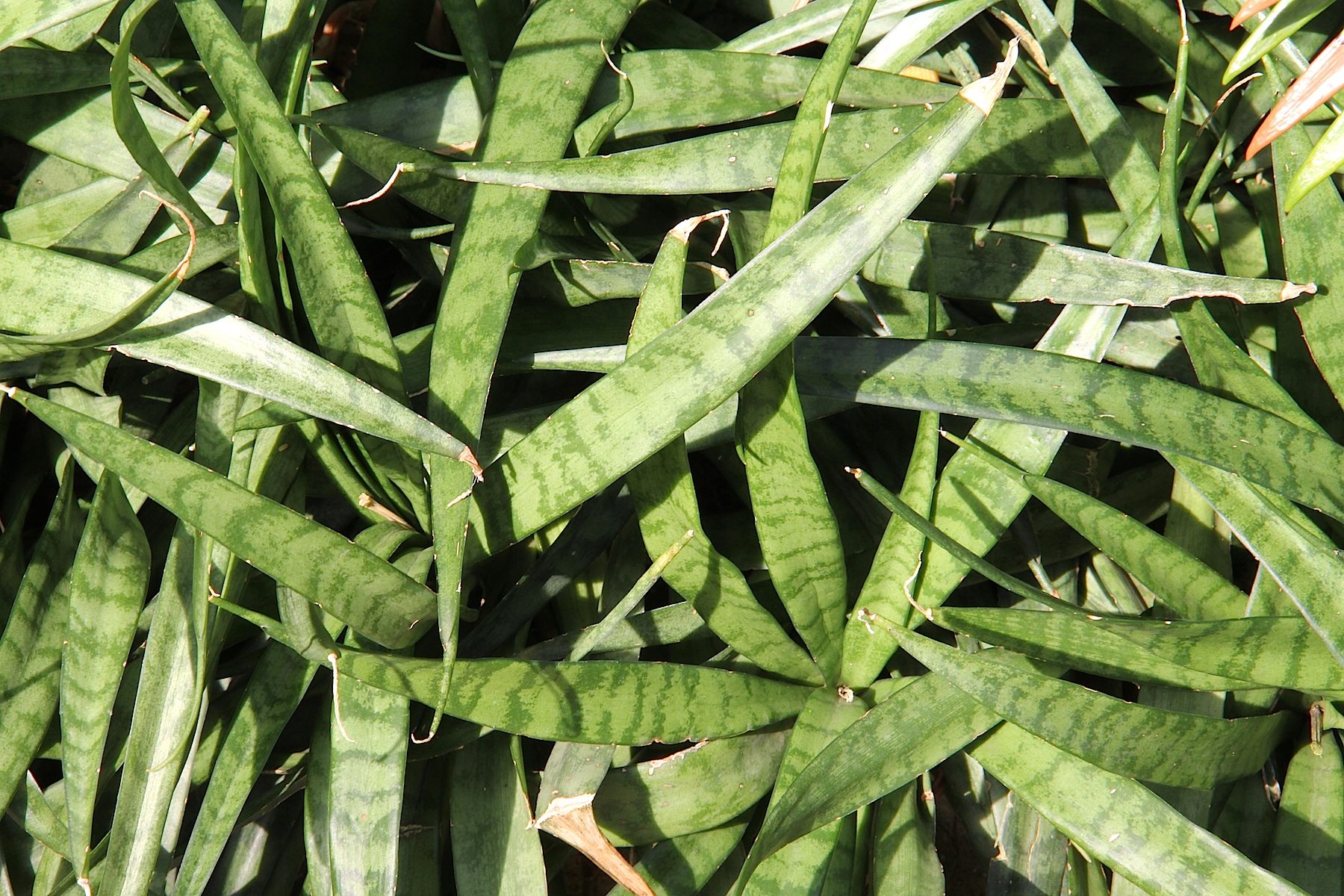
ذلب سيلاني
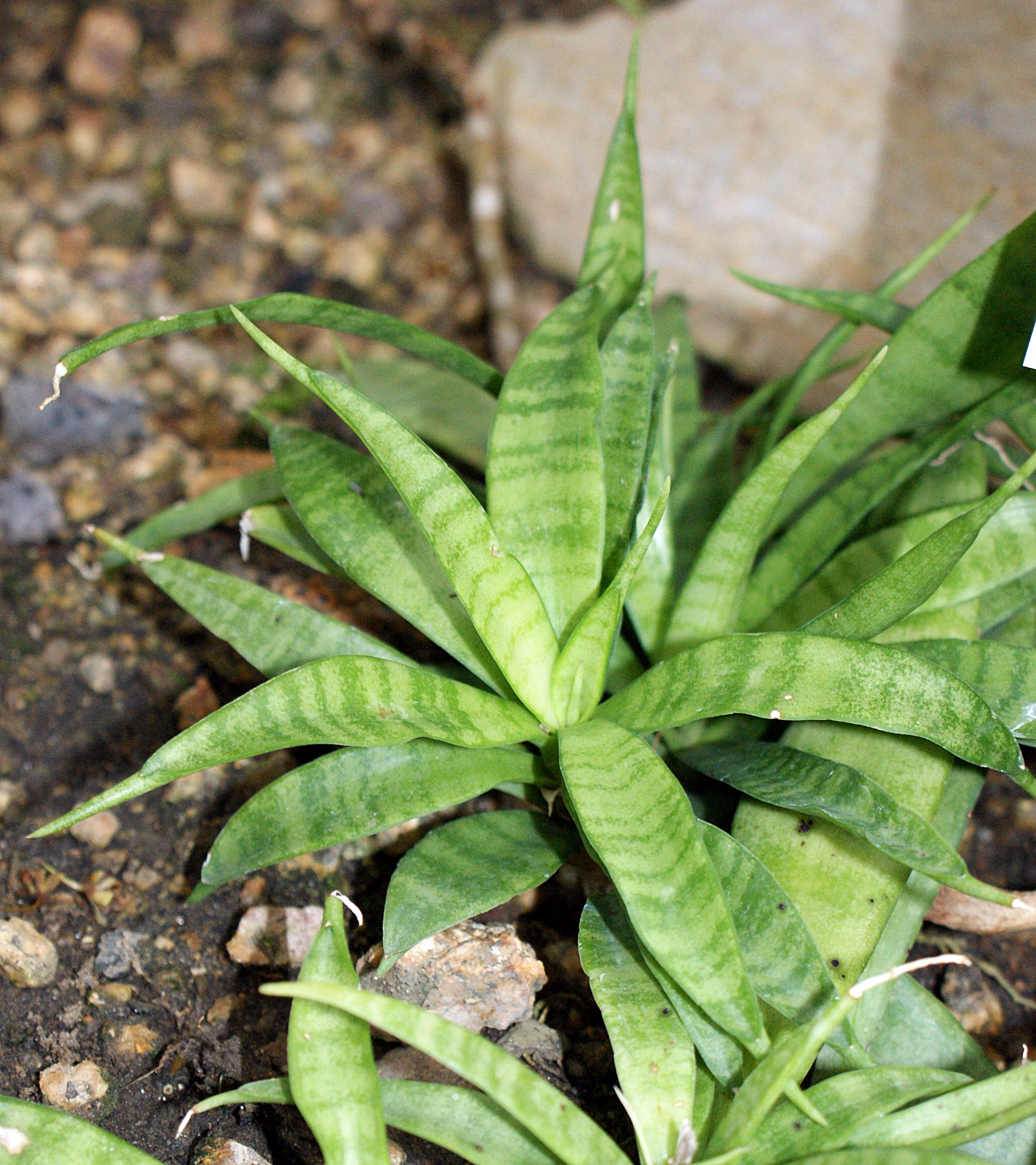
ذلب شبه سنبلي
- ذلب شجيري
- ذلب صاعد
- ذلب صغير
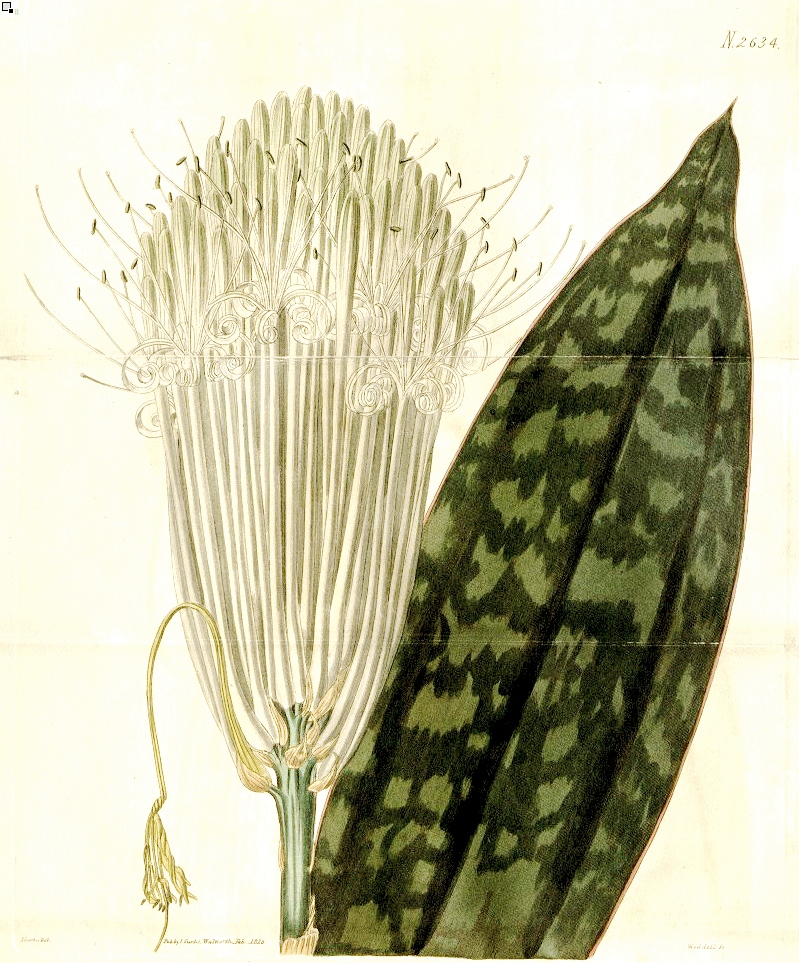
ذلب طويل الأزهار
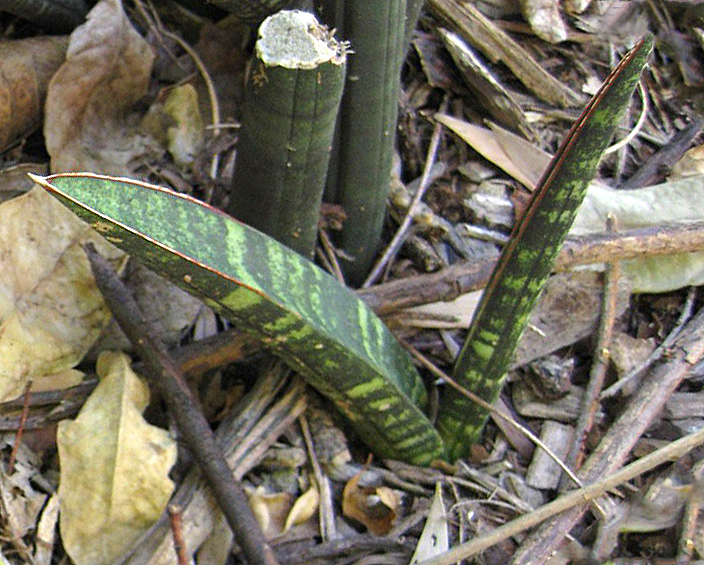
ذلب طويل القلم
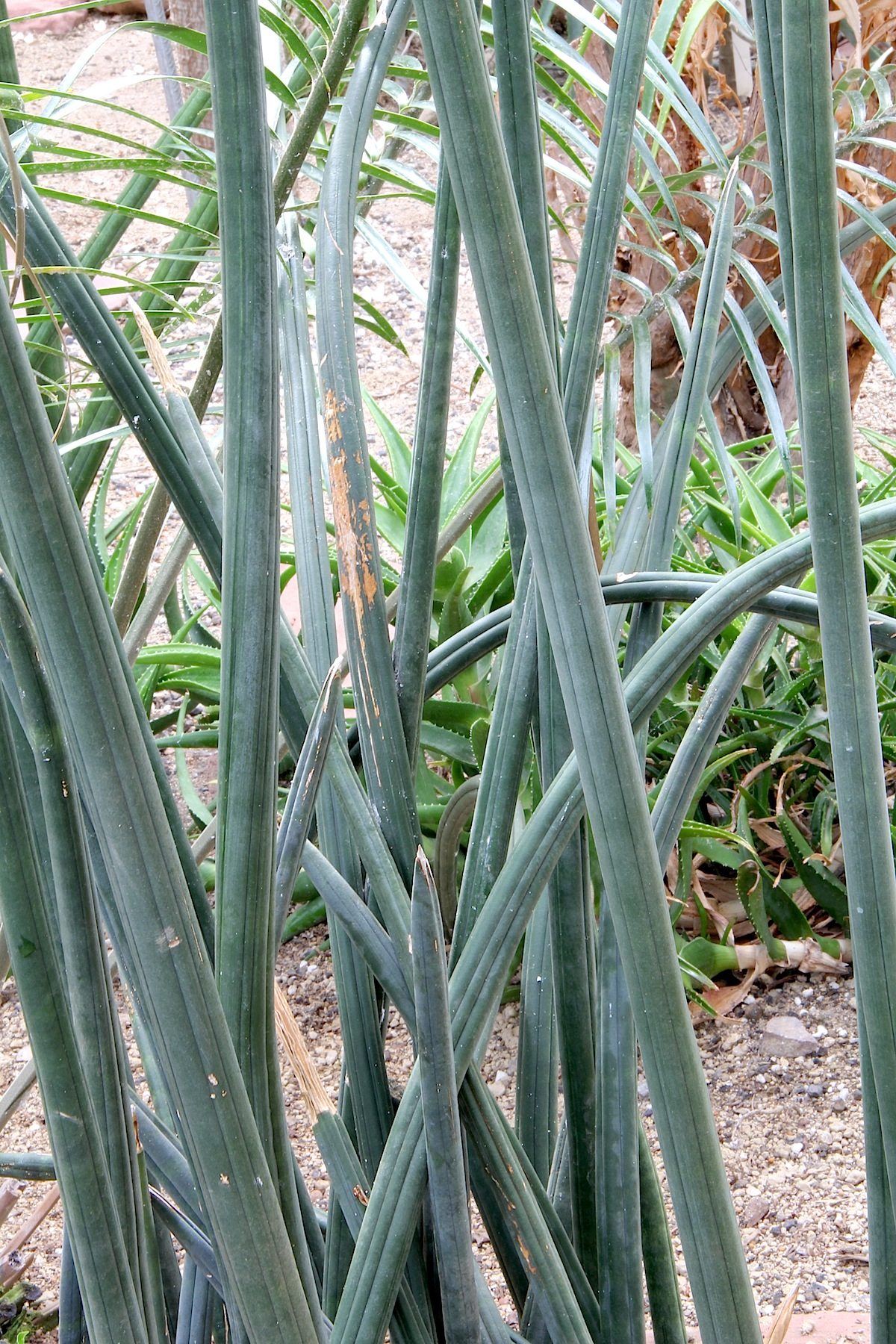
ذلب فيشري
- ذلب قذر
- ذلب قنواتي
- ذلب كبير الحدبات
- ذلب لاقنابي
- ذلب لامع
- ذلب ليبيري
- ذلب متشجر
- ذلب متغير
- ذلب متناسق
- ذلب متواتر
- ذلب مسوق
- ذلب معدني
- ذلب معنق
- ذلب ملتف
- ذلب منفتح
- ذلب نحيل
- ذلب نيلي
- ذلب هالي
- ذلب هزيل

- ذلب أسطواني
- ذلب إهرنبرغي
- ذلب أثيوبي
- ذلب بوردتي
- ذلب قنواتي
- ذلب بورمي
- ذلب ثلاثي الأحزمة
- ذلب روكسبوري
- ذلب سيلاني
- ذلب سيلاني
- ذلب شجيري
- ذلب صغير
- ذلب صغير
- ذلب طويل الأزهار
- ذلب فيشري
- ذلب فيشري

## تنقية الهواء الداخلي
جاءت نبتة الثعبان في دراسة أجرتها وكالة الفضاء الأمريكية "ناسا" على "قائمة ناسا لأفضل النباتات المنزلية لتنقية الهواء الأكثر فاعلية كنبتة منزلية